# Becca Fitzpatrick
Becca Fitzpatrick (3 februari 1979) is een Amerikaans schrijfster. Ze schreef onder andere de bestseller Hush, Hush en de vervolgen hierop.